# Lyctus chilensis
Lyctus chilensis es una especie de escarabajo de la pólvora del género Lyctus, categorizada en la tribu Lyctini, de la familia Bostrichidae. Fue descrita por Gerberg en 1957.

## Distribución
Se distribuye por Chile, entre las provincias de Santiago y Ñuble.